# Карибу (Мейн)
Карибу (на английски: Caribou) е град в североизточната част на Съединените американски щати, част от окръг Арустук на щата Мейн. Населението му е около 7 400 души (2020).
Разположен е на 137 метра надморска височина в Акадските равнини и хълмове, на бреговете на река Арустук и на 16 километра западно от границата с Канада. Заселването в района започва през 1824 година, като от края на XIX век до 60-те години на XX век селището преживява голям подем като център на производството на картофи.

## Известни личности
Родени в Карибу
- Джесика Меир (р. 1977), космонавтка